# Онди
Онди́ (каз. Оңды) — село у складі Мангистауського району Мангистауської області Казахстану. Адміністративний центр Ондинського сільського округу.
Населення — 825 осіб (2021; 988 у 2009, 706 у 1999, 1046 у 1989).